# 小梅村
小梅村（こうめむら）は、かつて新潟県中蒲原郡にあった村。1901年11月1日の新設合併によって消滅し、現在は新潟市秋葉区の一部となっている。
以下の記述は合併直前当時の旧小梅村に関しての記述であり、現在では名称等が異なる場合がある。なお、ここに記述されていない内容に関しては新潟市などの記事を参照。

## 沿革
- 1889年（明治22年）4月1日 - 町村制施行に伴い中蒲原郡子成場村、梅之木村、出戸村、四ツ興野、蕨曽根新田、小戸新田（一部）が合併し、小梅村が発足。
- 1901年（明治34年）11月1日 - 中蒲原郡小鹿村と合併し、小合村となり消滅。

## 地域
小梅村は、合併した村名を継承する以下の大字で構成される。
子成場（こなしば）

1889年（明治22年）まであった子成場村の区域。現在の新潟市秋葉区子成場。
梅ノ木（うめのき）
1889年（明治22年）まであった梅之木村の区域。現在の新潟市秋葉区梅ノ木。
出戸（でと）

1889年（明治22年）まであった出戸村の区域。現在の新潟市秋葉区出戸。
四ツ興野（よつごや）

1889年（明治22年）まであった四ツ興野の区域。現在の新潟市秋葉区四ツ興野。
蕨曽根（わらびそね）

1889年（明治22年）まであった蕨曽根新田の区域。現在の新潟市秋葉区蕨曽根。
小屋場（こやば）

1889年（明治22年）まであった小戸新田の内字小屋場の区域。現在の新潟市秋葉区小屋場。
浦興野（うらごや）

1889年（明治22年）まであった小戸新田の内字浦興野の区域。現在の新潟市秋葉区浦興野。
川根（かわね）

1889年（明治22年）まであった小戸新田の内字川根の区域。現在の新潟市秋葉区川根。
大秋（おおあき）

1889年（明治22年）まであった小戸新田の内字大秋の区域。現在の新潟市秋葉区大秋。